# Israel Medical Association Journal
Pour les articles homonymes, voir IMAJ.
L’Israel Medical Association Journal (IMAJ) (Journal de l’Association médicale d’Israël) est un périodique médical anglophone mensuel publié par l’Association médicale israélienne. Fondé en 1999, il succède à l’Israel Journal of Medical Sciences (Journal israélien des sciences médicales). Son éditeur est Yehuda Shoenfeld.